# Supercoppa turca 2021 (pallavolo femminile)
La Supercoppa turca 2021, 12ª edizione della supercoppa nazionale di pallavolo femminile, si è svolta il 5 ottobre 2021: al torneo hanno partecipato due squadre di club turche e la vittoria finale è andata per la quarta volta al VakıfBank.

## Regolamento
La formula ha previsto una gara unica.

## Squadre partecipanti
| Squadra    | Qualificazione                     |
| ---------- | ---------------------------------- |
| Eczacıbaşı | Finalista Coppa di Turchia 2020-21 |
| VakıfBank  | Vincitrice Sultanlar Ligi 2020-21  |

## Torneo
| 5 ottobre 2021 Burhan Felek Spor Salonu, Istanbul Durata: 1h:27 - Spettatori: 3 000 | VakıfBank | 3 - 0 | Eczacıbaşı | 25-21, 25-19, 25-19 |